# Clement Cazalet
Clement Haughton Langston Cazalet (Westminster, 16 de julho de 1869 - Harrow, 23 de março de 1950) foi um tenista britânico. Medalhista olímpico de bronze em duplas com Charles Dixon.